# Poșta (okręg Gałacz)
Poșta – wieś w Rumunii, w okręgu Gałacz, w gminie Gohor. W 2011 roku liczyła 216 mieszkańców.